# François Haxo (1739-1810)
Pour les articles homonymes, voir Haxo.
François Haxo (12 mars 1739, Saint-Dié - 5 février 1810, (Saint-Dié), est un homme politique français.

## Biographie
Fils de François Haxo, avocat au bailliage de Saint-Dié, et de Thérèse Chevrier, il fut successivement prévôt et chef de police de Saint-Dié, président du tribunal civil de cette localité et juge au tribunal d'appel de Nancy. Le 9 thermidor an XI (28 juillet 1803), une décision du Sénat conservateur l'appela à représenter le département des Vosges au Corps législatif, où il siégea  jusqu'à sa mort, son mandat lui ayant été renouvelé le 18 février 1808.
Il est le parent des généraux Nicolas Haxo et François Nicolas Benoît Haxo.

## Sources
- « François Haxo (1739-1810) », dans Adolphe Robert et Gaston Cougny, Dictionnaire des parlementaires français, Edgar Bourloton, 1889-1891 [détail de l’édition]